# Sinfonia do Benfica
A Sinfonia do Benfica foi a primeira sinfonia escrita para um clube de futebol - o Sport Lisboa e Benfica. Estreou em 24 de junho de 2008 e foi composta por António Vitorino de Almeida.